# Protium
Protium é um género botânico pertencente à família Burseraceae.